# Proporționalitate
Două mărimi variabile sunt direct proporționale, dacă depind una de cealaltă, astfel încât dacă una crește de un număr de ori, atunci și cealaltă crește de același număr de ori. Între două mulțimi finite de numere se stabilește o proporționalitate directă, dacă și numai dacă se poate forma un șir de raporturi egale, astfel încât mulțimea numărătorilor raporturilor să fie una din mulțimi, iar mulțimea numitorilor raporturilor să fie cealaltă mulțime. Mulțimea ordonată  {\displaystyle (a_{1},a_{2},...,a_{p})} este direct proporțională cu mulțimea ordonată {\displaystyle (b_{1},b_{2},...,b_{p})} dacă {\displaystyle {\frac {a_{1}}{b_{1}}}={\frac {a_{2}}{b_{2}}}=...={\frac {a_{p}}{b_{p}}}}. Valoarea comună a acestor raporturi se numește coeficient de proporționalitate și se notează cu  {\displaystyle k}.
Exemplu: Mulțimea ordonată {\displaystyle (3,9,15)} este direct proporțională cu mulțimea ordonată {\displaystyle (1,3,5)} deoarece {\displaystyle {\frac {3}{1}}={\frac {9}{3}}={\frac {15}{5}}}.
Într-o proporție este valabilă egalitatea produselor termenilor de pe diagonale.

## Regula de trei simplă
Regula de trei simplă este procedeul folosit pentru a determina numărul necunoscut dintr-o mulțime de două elemente dacă între acea mulțime și o altă mulțime ale cărei elemente sunt cunoscute există o relație de directă proporționalitate sau inversă proporționalitate.
Exemplu 1 - proporționalitate directă
3 kilograme de mere costă 18 lei. Cât costă 8 kilograme  de mere de aceeași calitate?
{\displaystyle 3\ kg\ mere.................18\ lei}
{\displaystyle 8\ kg\ mere.................x\ lei}
{\displaystyle {\frac {3}{8}}={\frac {18}{x}}\Rightarrow \ x={\frac {8\times 18}{3}}=48\ lei}
Exemplu 2 - proporționalitate inversă
Patru muncitori execută o lucrare in 6 zile. În câte zile ar termina lucrarea trei muncitori, lucrând în același ritm?
{\displaystyle 4\ muncitori.................6\ zile}
{\displaystyle 3\ muncitori.................x\ zile}
{\displaystyle {\frac {4}{3}}={\frac {x}{6}}\Rightarrow \ x={\frac {4\times 6}{3}}=8\ zile}
Mărimi invers proporționale
Două mărimi variabile sunt invers proporționale dacă depind una de cealaltă astfel încât dacă una crește de un număr de ori atunci cealaltă descrește de același număr de ori.
Între două mulțimi finite de numere se stabilește o proporționalitate inversă dacă și numai dacă se poate forma un șir de produse egale astfel încât primul factor al fiecărui produs să fie element al unei mulțimi, iar cel de al doilea factor să fie element al celeilalte mulțimi.
Mulțimea ordonată  {\displaystyle (a_{1},a_{2},...,a_{p})} este invers proporțională cu mulțimea {\displaystyle (b_{1},b_{2},...,b_{p})} dacă 
{\displaystyle a_{1}b_{1}=a_{2}b_{2}=...=a_{p}b_{p}}

Exemplu Mulțimea (3,4,6) este invers proporțională cu mulțimea (4,3,2) deoarece {\displaystyle 3\times 4=4\times 3=6\times 2}

## Proprietăți
O proporție permite obținerea de proporții derivate echivalente prin adunarea numărătorilor la numitori sau a numitorilor la numărători.
{\displaystyle {\frac {a}{b}}={\frac {c}{e}}}
echivalentă cu 
{\displaystyle {\frac {a}{a+b}}={\frac {c}{c+e}}}

## În geometrie
Proporționalitatea directă sau inversă este frecvent întâlnită în geometrie, referitor la lungimi de segmente, arii, volume. Este conținută în enunțul unor teoreme, ca teorema lui Thales, teorema bisectoarei, etc.